# Hartbach (Wüstung)
Koordinaten: 50° 3′ 53,4″ N, 8° 24′ 6,2″ O
Hartbach ist eine Wüstung auf dem Gebiet der heutigen Stadt Hofheim am Taunus. Sie liegt nordwestlich von Diedenbergen am Bächlein Floß (der ursprüngliche Name dieses Baches war ebenfalls Hartbach), einem Zufluss des Weilbachs. Die urkundliche Ersterwähnung stammt aus dem Jahr 1191: Das Kloster Retters nahm in Hartbach einen Grundzins von 10 Schillingen ein. Urkundlich wurde der Ort in verschiedenen Schreibweisen erwähnt, so als Hartbach (in den Jahren 1191, 1222, 1282 und 1308) und Harpach (1275, 1286). Aus späterer Zeit sind auch die Schreibweisen Harppach und Harbach überliefert.
Der Name Hartbach ist auf das mittelhochdeutsche Hart für Wald zurückzuführen. Die Ortslage ist aus einer Landkarte von Wilhelm Dilich aus dem Jahr 1608 bekannt. Der Ort hatte im Jahr 1282 einen Glöckner, was auf das Vorhandensein einer Kapelle schließen lässt. In der gleichen Urkunde wird ein Niederadliger namens Konrad von Hartbach genannt. 1366 wurde urkundlich ein Dorfgericht erwähnt.
Das hessische Adelsgeschlecht der Falkensteiner verfügte über die Dorfherrschaft. Im Reichskrieg gegen Philipp VI. von Falkenstein 1364/66 wurden Hofheim und Hartbach von Kurmainz eingenommen. Die Siedlung muss spätestens Mitte des 15. Jahrhunderts aufgegeben worden sein. Beim Verkauf der Herrschaft Eppstein an Hessen 1492 erscheint Hartbach nur noch als Wiesenname.